# Singles A's & B's
Singles A's & B's är ett samlingsalbum av hårdrocksgruppen Mustasch, utgivet 2009. Det omfattar alla gruppens singlar från åren 2002 till 2005. EMI-singlarna har varit slutsålda sedan länge, men finns nu tillgängliga på en enda skiva. I häftet finns bilder på alla omslag, information om inspelningarna etc. 

## Låtlista
1. "I Hunt Alone" - 3:15
2. "Kill You for Nothing" - 3:20
3. "Down in Black" - 2:45
4. "Coomber" - 4:08
5. "Black City" - 2:34
6. "The Deadringer" - 5:03
7. "6:36" - 3:54
8. "Daybreaker" - 3:21
9. "Dogwash" - 3:05
10. "No Religion" - 4:05
11. "I'm Alright" - 3:12
12. "Forever/Whatever" - 2:53

- 1-2 från I Hunt Alone (Above All)
- 3-4 från Down in Black (Above All)
- 5-6 från Black City (Ratsafari)
- 7 från 6.36 (Ratsafari, singeln innehåller en edit-version av 6:36, men är ej med på samlingen)
- 8-9 från Dogwash (Powerhouse)
- 10-11 från I'm Alright (Powerhouse)

## Banduppsättning
- Ralf Gyllenhammar, sång och gitarr
- Hannes Hansson, gitarr
- Mats Hansson, trummor
- Mats Johansson, bas